# 西弗拉芒方言
西弗拉芒方言（荷蘭語：West-Vlaams）是荷兰语的一组方言，在比利时西佛兰德有105万左右的使用者，在邻近的荷兰沿海的泽兰省有90,000名使用者，它是荷兰、法国的语言之一。西弗拉芒方言被广泛使用在一些主要城市，包括布鲁日、科特赖克、奥斯坦德、鲁瑟拉勒和伊珀尔。 